# Rembrandt (film, 1942)
 (septembre 2023).
Si vous disposez d'ouvrages ou d'articles de référence ou si vous connaissez des sites web de qualité traitant du thème abordé ici, merci de compléter l'article en donnant les références utiles à sa vérifiabilité et en les liant à la section « Notes et références ».
 (septembre 2023).
Le contenu est difficilement compréhensible vu les erreurs de traduction, qui sont peut-être dues à l'utilisation d'un logiciel de traduction automatique.
Pour les articles homonymes, voir Rembrandt (homonymie).
Pour plus de détails, voir Fiche technique et Distribution.
Rembrandt, plus tard renommé Ewiger Rembrandt (Rembrandt éternel), est un film allemand de Hans Steinhoff sorti en 1942. En Italie, il fut présenté sous le titre de Crepuscolo di gloria (Crépuscule de gloire).
Il retrace, comme son titre l'indique, la vie du peintre flamand, Rembrandt. Le scénario de Hans Steinhoff et de Kurt Heuser fut en partie inspiré du livre de Valerian Tomus, Zwischen Hell und Dunkel (Entre clair et obscur).
Le tournage se déroula entre octobre et décembre 1941 aux studios Tempelhof Studios de la UFA à Tempelhof et aux studios de Babelsberg, ainsi qu'aux studios de la Cineton à La Haye et à Amsterdam. La première se tint à Berlin, le 19 juin 1942, au Mercedes-Palast Neukölln.

## Synopsis
Lors d'une fête en son honneur, le peintre Rembrandt reçoit la commande de Frans Banning Cocq de peindre la guilde des fusiliers d'Amsterdam. Mais la guilde ne veut être peinte qu'en groupe et non individuellement ; Rembrandt ne se sent pas à la hauteur de la tâche et veut rendre la commande jusqu'à ce qu'il ait l'idée lumineuse de peindre la guilde comme une troupe en mouvement. Il se met à travailler avec obsession jusqu'à négliger Saskia qui est malade. Entre-temps, celle-ci décide, par l'intermédiaire de son notaire, qu'à sa mort, toute sa fortune sera versée à Rembrandt. Une fois le tableau achevé, Rembrandt, enthousiaste, retourne chez Saskia avec des cadeaux. Lorsqu'elle s'endort après une détresse respiratoire, il quitte la maison pour demander l'avis des clients sur le tableau. Ceux-ci réagissent avec indignation car aucun ne se sent convenablement représenté. La réaction furieuse de Rembrandt face à l'étroitesse d'esprit de la guilde est interrompue par la nouvelle qu'il doit se rendre immédiatement au domicile de Saskia mourante ; même son médecin, immédiatement prévenu, ne peut plus rien faire pour la sauver.
La famille de Saskia se montrant indignée par le testament de Saskia, Rembrandt se retire temporairement dans le moulin de son frère. Entre temps, sa gouvernante Geertje Dircx engage la jeune Hendrickje Stoffels pour l'aider ; le mécène Jan Six achète des reconnaissances de dette à Ujlenburgh en soutien à Rembrandt. Mais, au lieu de payer ses dettes, Rembrandt achète les tableaux de l'artiste incompris Hercules Seghers. Geertje parvient à convaincre Rembrandt de la peindre nue. Quand Rembrandt veut aussi peindre Hendrickje, Geertje la met d'abord à la porte, mais elle reste ; au lieu de cela, Rembrandt fait sortir Geertje, furieuse de la maison. Celle-ci, bientôt, se présente à la porte de Rembrandt avec son frère Piet pour faire chanter Rembrandt avec le portrait nu. Mais ils sont chassés par Hendrickje, qui annonce à Rembrandt, surpris, qu'elle attend un enfant de lui. Geertje et son frère ne s'avouent pas vaincus et dénoncent Rembrandt et Hendrickje à l'église qu'ils vivent ensemble dans le péché ; Hendrickje doit répondre de ses actes devant le conseil de l'église et est mis au ban de la population d'Amsterdam.
Lorsque les biens de Rembrandt sont saisis, Hendrickje prétend que les bijoux de Saskia sont les siens, afin au moins de les sauver de la saisie. Le produit de la saisie n'étant pas suffisant pour couvrir les dettes de Rembrandt, celui-ci implore la clémence d'Ujlenburgh qui est sur le point de vendre les tableaux de Rembrandt avec bénéfice. Hendrickje a l'idée salutaire de créer un commerce d'art et d'embaucher Rembrandt comme employé. Alors qu'Ujlenburgh harcèle Hendrickje, enceinte, pour lui faire admettre que le commerce de l'art n'est qu'une escroquerie, elle s'effondre et décède peu après. Le docteur Tulp réconforte Rembrandt, désespéré, en lui expliquant que le destin lui a imposé ces épreuves parce que sa vie n'est pas faite de splendeur mais de profondeur. 
Dans sa vieillesse, Rembrandt et son ami Seeghers se moquent de l'attitude matérialiste des gens et ne veut rien d'autre que peindre. Lorsqu'il retrouve son tableau poussiéreux La Ronde de nuit dans un grenier, il se rend compte qu'il n'a pas vécu en vain.

## Fiche technique
- Réalisation : Hans Steinhoff
- Scénario : Kurt Heuser, Hans Steinhoff d'après la nouvelle Zwischen Hell und Dunkel de V. Tornius
- Production : Terra Filmkunst
- Image : Richard Angst
- Musique : Alois Melichar
- Montage : Alice Ludwig
- Date de sortie : 17 juin 1942 ( Reich allemand)

## Distribution
- Ewald Balser : Rembrandt
- Hertha Feiler : Saskia van Rijn, sa première épouse
- Gisela Uhlen : Hendrickje Stoffels, sa seconde épouse
- Elisabeth Flickenschildt : Geertje Dircx
- Theodor Loos : Jan Six
- Paul Henckels : Seeghers
- Hildegard Grethe : L'épouse de Seeghers
- Wilfried Seyferth : Ulricus Vischer
- Paul Rehkopf : Frère Adrien
- Heinrich Schroth : Nicolaes Tulp
- Hans Hermann Schaufuß : Lieutenant Ruytenburgh
- Helmut Weiss : Cornelis, élève de Rembrandt
- Eduard von Winterstein : le conseiller van Straaten
- Karl Dannemann : Banning Cocq